# Хунмэньское празднество (фильм)
«Хунмэньское празднество» (кит. 鴻門宴, Hóng Mén Yàn); англоязычное название «Белая месть» (англ. White Vengeance) — фильм 2011 года, реж. Ли, Дэниэл. Снят по мотивам исторических записок «Ши цзи» древнекитайского историка Сыма Цяня и повествует о «Хунмэньском празднестве» — таинственном эпизоде времени Чу-Ханьской войны в III веке до н. э.

## Сюжет
III век до н. э. Древний Китай. Первый китайский император Цинь Ши хуанди был известен своими неимоверными тоталитаризмом и жестокостью в обращении с народом, и поэтому неудивительно, что основанная им в 221 году до н. э. империя династии Цинь, собиравшаяся править объединённой китайским народом на протяжении «10 тысяч поколений», была свергнута уже через несколько лет после его смерти.
Ещё при жизни первый император нажил себе множество врагов, а после его смерти в 210 году до н. э, против его наследников по всей империи вспыхнули восстания. Одно из первых восстаний вспыхнуло на территории завоёванного Цинь Ши хуанди царства Чу, где в противовес династии Цинь в 209 году до н. э был провозглашён местный правитель Хуай-ван II.
Хуай-ван II провозгласил наступление двух мятежных армий на столицу династии Цинь и объявил, что титул нового правителя столицы получит полководец той армии, которая первой туда войдёт. Двумя полководцами этих мятежных армий были Сян Юй и Лю Бан, которые вначале были друзьями, но в результате интриги Хуай-вана II стали смертельными врагами. Об их междоусобной Чу-Ханьской войне и рассказывает этот фильм. Основное внимание уделено наиболее интересному и загадочному эпизоду этой войны — «Хунмэньскому празднеству». В фильме празднество значительно отличается от его описания историками. Противостояние мудрецов Фань Цзэна и Чжан Ляна описано как сложная игра в го, которая потом затягивается на годы.
Сян Юй предпочитает решать всё сам, доверяя только старому мудрецу Фань Цзэну. Лю Бан привлекает к себе трёх советников, которые помогают ему принимать мудрые решения — мудреца Чжан Ляна, генерала Сяо Хэ и генерала Хань Синя. Сумев спастись на Хунмэньском празднестве, Лю Бан с советниками придумывают хитрую интригу и добиваются того, что Сян Юй теряет доверие к старому Фань Цзэну. У Сян Юя не остаётся умных советников — значит он обречён, и Лю Бан побеждает. Но сможет ли сам Лю Бан после победы сохранить доверие к тем, кто помог ему победить?…

## В ролях
- Леон Лай[кит.] — Лю Бан
- Уильям Фэн[кит.] — Сян Юй
- Лю Ифэй — наложница Юй Цзи[англ.]
- Энтони Вон — Фань Цзэн
- Энди Он — Хан Ксин